# Fee von Reichlin
Fee von Reichlin (* 21. April 1912 in Wiesbaden als Felicitas Freiin Reichlin von Meldegg; † 24. Oktober 2002 in München) war eine deutsche Schauspielerin, Operettensängerin und Synchronsprecherin. 

## Herkunft
Ihre Eltern waren Herbert Freiherr Reichlin von Meldegg (1876–1919) und Ilse geb. Rabl-Rückhard (1883–1962), die 1902 geheiratet hatten. Sie hatte einen Bruder namens Herbert (1903–1956). 

## Leben
Fee von Reichlin wirkte bereits in frühen Kinderjahren als Tänzerin in Theaterinszenierungen mit. Später nahm sie Unterricht in Gesang, Tanz und Schauspiel. Sie spielte über viele Jahre an Bühnen in Prag, München, Dresden und Berlin, sie stand 1944 auf der Gottbegnadeten-Liste, sowie ab 1945 in Wiesbaden und München. Dabei arbeitete sie sowohl im Bereich des Sprechtheaters als auch in Revueoperetten, musikalischen Lustspielen und Kabarettprogrammen (Die Insulaner). 
In den 1950er Jahren trat sie vor allem als Schlagersängerin in Erscheinung (Aber mei Hans, der kann’s, Text: Fred Rauch; Kennst du schon den Rübezahl?; Eine Radl – Rutschpartie). 
Ihr Leinwanddebüt gab Fee von Reichlin bereits 1928 im Stummfilm Waterloo. Zu ihren raren Filmproduktionen gehören Arthur Maria Rabenalts Das weiße Abenteuer und Hans Grimms Ferien vom Ich. Außerdem übernahm sie Gastauftritte in Fernsehserien und -reihen wie Tatort, Jakob und Adele, Der Alte, Derrick, Ein Heim für Tiere und Die glückliche Familie.  
1987 engagierte sie Peter Schamoni neben fünf weiteren Alt-Stars (Marianne Hoppe, Camilla Horn, Carola Höhn, Rose Renée Roth und Marika Rökk) und der Bridge-Lehrerin Ortrud von der Recke für die Hauptrollen in seiner Adaption von Horst Bieneks Roman Schloß Königswald. Für ihre Darstellungen von sieben betagten Damen aus dem Hochadel am Ende des Zweiten Weltkrieges wurde das Ensemble gemeinsam mit dem Bayerischen Filmpreis ausgezeichnet.
Darüber hinaus wirkte Fee von Reichlin als Sprecherin und Sängerin in zahlreichen Unterhaltungssendungen des BR unter Helmuth M. Backhaus mit und lieh als Synchronsprecherin ihre Stimme u. a. der Libelle Schnuck in der Zeichentrickserie Die Biene Maja und Lynn Wood in der Comedy-Serie Dusty, Dusty!
Das Grab von Reichlins befindet sich auf dem Nordfriedhof in München.
Sie war seit April 1945 mit dem 1909 geborenen Schauspieler Dolf Zenzen verheiratet, von dem sie 1962 geschieden wurde.

## Filmografie (Auswahl)
- 1929: Waterloo
- 1934: Es knallt
- 1952: Das weiße Abenteuer
- 1963: Ferien vom Ich
- 1988: Jakob und Adele – Kurerlebnisse
- 1988: Schloß Königswald
- 1988: Derrick – Kein Risiko
- 1991: Die glückliche Familie
- 1993: Derrick – Melodie des Todes
- 1993: Tatort – Himmel und Erde